# Lutjanus coeruleolineatus
Lutjanus coeruleolineatus és una espècie de peix de la família dels lutjànids i de l'ordre dels perciformes.

## Morfologia
- Els mascles poden assolir 40 cm de longitud total.[4][5]

## Hàbitat
És un peix marí de clima tropical i associat als esculls de corall que viu entre 10-20 m de fondària.

## Distribució geogràfica
Es troba al voltant de la Península Aràbiga, llevat del nord de la Mar Roja i el Golf Pèrsic.